# 短尾巨蜥
短尾巨蜥，是分布於澳洲沙漠的巨蜥的物種，也是世界最小的巨蜥，全長25cm。

## 分布
短尾巨蜥分布於澳洲中部的沙漠至西澳大利亞州海岸，北領地和南澳大利亞州西北，牠們只是生活在地洞中。

## 食物
短尾巨蜥在野外是活躍的捕食者。牠們以昆蟲、爬虫類的蛋、蜘蛛、蠍子、小蜥蜴、青蛙和小型蛇為食。

## 繁殖
在每年九月和十月冬眠後，短尾巨蜥會交配產卵，通常每次兩個或三個，但在某些沿海地區產五個，而到2月份卵會孵化，當在乾旱和食物短缺的年份可能不產卵(精子可留在雌性體內)。

## 保護
牠們的主要威脅是大型捕食者，包括其他大型巨蜥。